# كيفن رولون
كيفن رولون (بالإسبانية: Kevin Rolón)‏ هو لاعب كرة قدم أوروغواياني، ولد في 2 مارس 2001 في مونتيفيديو في الأوروغواي.

## وصلات خارجية
- كيفن رولون على موقع قاعدة بيانات كرة القدم.إي يو (الإنجليزية)
- كيفن رولون على موقع Soccerway.com (الإنجليزية)
- كيفن رولون على موقع عالم كرة القدم.نت (الإنجليزية)